# ISO 9362
ISO 9362 este un standard internațional pentru codurile de identificare ale afacerilor, cunoscut sub denumirea BIC (din engleză Business Identifier Codes), un identificator unic pentru entitățile comerciale, aprobat de Organizația Internațională de Standardizare (ISO). BIC este cunoscut și sub numele de SWIFT-BIC, SWIFT ID, sau cod SWIFT, după Societatea pentru Telecomunicații Financiare Interbancare Mondiale (SWIFT, acronim pentru Society for Worldwide Interbank Financial), care este desemnată de ISO ca autoritate de înregistrare BIC.
BIC a fost definit inițial ca Bank Identifier Code (Cod de Identificare a Băncii) și este atribuit frecvent organizațiilor financiare, iar pentru alte organizații, codul poate fi cunoscut și sub denumirea de Business Entity Identifier (BEI sau Identificator al Entității de Afaceri). Aceste coduri sunt utilizate la transferul de bani între bănci, în special pentru transferurile internaționale de fonduri, dar și pentru schimbul altor mesaje între bănci. Codurile pot fi uneori găsite pe extrasele de cont.
Rețeaua SWIFT nu necesită un format specific pentru tranzacție, astfel încât identificarea conturilor și a tipurilor de tranzacții este lăsată la latitudinea partenerilor de tranzacție. În Spațiul Unic de Plăți Euro (SEPA sau Single Euro Payment Area), băncile centrale europene au convenit asupra unui format comun bazat pe IBAN și BIC, inclusiv un format de transmitere bazat pe XML pentru tranzacțiile standardizate. T2 (sistem de decontare) este sistemul comun de compensare brută din Uniunea Europeană care nu necesită rețeaua SWIFT pentru transferuri.

## Istoric
ISO 9362 se bazează pe standardul industriei creat de SWIFT în jurul anului 1975. 
Există 5 versiuni:
- ISO 9362:1987[3], retras
- ISO 9362:1994[4], retras
- ISO 9362:2009, retras
- ISO 9362:2014, retras
- ISO 9362:2022[5], valid

## Structură
Structura unui cod SWIFT este formată din 8 sau 11 caractere, structurate în patru părți distincte:
- 4 caractere care indică un cod identificator unic pentru instituția financiară.
- 2 caractere alfabetice care indică țara în care se află banca, conform standardului ISO-3166-1 alpha-2.
- 2 caractere care reprezintă locația specifică a băncii.
- (opțional) 3 caractere care reprezintă codul sucursalei, dacă banca nu are o sucursală specifică, acestea sunt lăsate necompletate.

## Exemple
| Bancă                                 | Cod SWIFT | Cod BIC |
| ------------------------------------- | --------- | ------- |
| Banca Transilvania                    | BTRLRO22  | BTRL    |
| Banca Comercială Română               | RNCBROBU  | RNCB    |
| Banca Română de Credite și Investiții | MINDROBU  | MIND    |
| BRD - Groupe Société Générale         | BRDEROBU  | BRDE    |
| CEC Bank                              | CECEROBU  | CECE    |
| Credit Europe Bank România            | FNNBROBU  | FNNB    |
| Exim Banca Românească                 | EXIMROBU  | EXIM    |
| First Bank (România)                  | PIRBROBU  | PIRB    |
| ING Bank România                      | INGBROBU  | INGB    |
| Intesa Sanpaolo Bank România          | WBANRO22  | WBAN    |
| Libra Internet Bank                   | BRELROBU  | BREL    |
| Patria Bank                           | CARPRO22  | CARP    |
| ProCredit Bank România                | MIROROBU  | MIRO    |
| Raiffeisen Bank România               | RZBRROBU  | RZBR    |
| TBI Bank                              | TBIBROBU  | TBIB    |
| UniCredit Bank România                | BACXROBU  | BACX    |